# إليزابيث كامبل (منتجة تلفزيونية)
إليزابيث كامبل (بالإنجليزية: Elizabeth Campbell)‏ هي منتجة تلفزيونية أمريكية، ولدت في 2 ديسمبر 1902، وتوفيت في 9 يناير 2004.